# Ruch Radzionków
Ruch Radzionków (offiziell Klub Sportowy Ruch Radzionków) ist ein polnischer Fußballklub aus dem oberschlesischen Radzionków.

## Geschichte
Der Verein wurde 1919 gegründet und errang Ende der 1990er Jahre seine größten Vereinserfolge, als man zwischen 1998 und 2001 in der Ekstraklasa spielte und 1998 ins Viertelfinale des polnischen Pokals einziehen konnte.
Nachdem der Verein in der Versenkung untergetaucht war, konnte er 2009 wieder den Aufstieg in die dritthöchste polnische Spielklasse schaffen. Diesen sportlichen Lauf konnte das Team durch gezielte Verstärkungen anhalten und stieg im folgenden Jahr direkt als Meister der II Liga zachodnia (2. Liga West) in die 1. Liga auf. Zu Beginn der Saison 2012/13 zog der Verein sich jedoch aus der Liga in den Amateurbereich zurück, wodurch ausgerechnet der Lokalrivale Polonia Bytom die Klasse halten konnte. Zurzeit spielt der Verein in der viertklassigen 3. Liga.

## Erfolge
- Ekstraklasa: Sechster Platz (1999)
- Polnischer Fußballpokal: Viertelfinale (1998)

## Bilanz

### Ekstraklasa
Ruch Radzionków befand sich drei Spielzeiten in der Ekstraklasa. Das Team absolvierte 90 Spiele (30 Siege, 19 Unentschieden, 41 Niederlagen), erreichte also 109 Punkte und steht somit auf Platz 56 der ewigen Tabelle. Die Torbilanz beträgt 105:135. (Stand Saisonende 2017/18)

### 1. Liga
Ruch Radzionków spielte bisher sieben Spielzeiten (1952, 96/97–97/98, 01/02–02/03, 10/11–11/12) in der zweithöchsten Spielklasse.

## Fans
Besonders brisant ist das Verhältnis zu den Fans von Polonia Bytom, da die beiden Städte nah beieinander liegen, die Fangruppierungen in verschiedenen Vierteln vermischt sind und beide Stadien keine 5 Kilometer trennt.

## Bekannte ehemalige Spieler
- Wojciech Grzyb
- Marian Janoszka
- Rafał Jarosz
- Adam Kompała
- Łukasz Skorupski
- Jacek Trzeciak
- Józef Żymańczyk